# 보비 도어
로버트 퍼싱 "바비" 도어(Robert Pershing "Bobby" Doerr, 1918년 4월 7일 ~ 2017년 11월 13일)는 전 메이저 리그 베이스볼의 2루수이자 코치이다. 1937년부터 1951년까지 14년의 야구 선수 경력을 보스턴 레드삭스에서 보냈다.

## 생애

1988년 보스턴 레드삭스의 영구 결번으로 지정된 도어의 등번호 1번